# Sam Michael

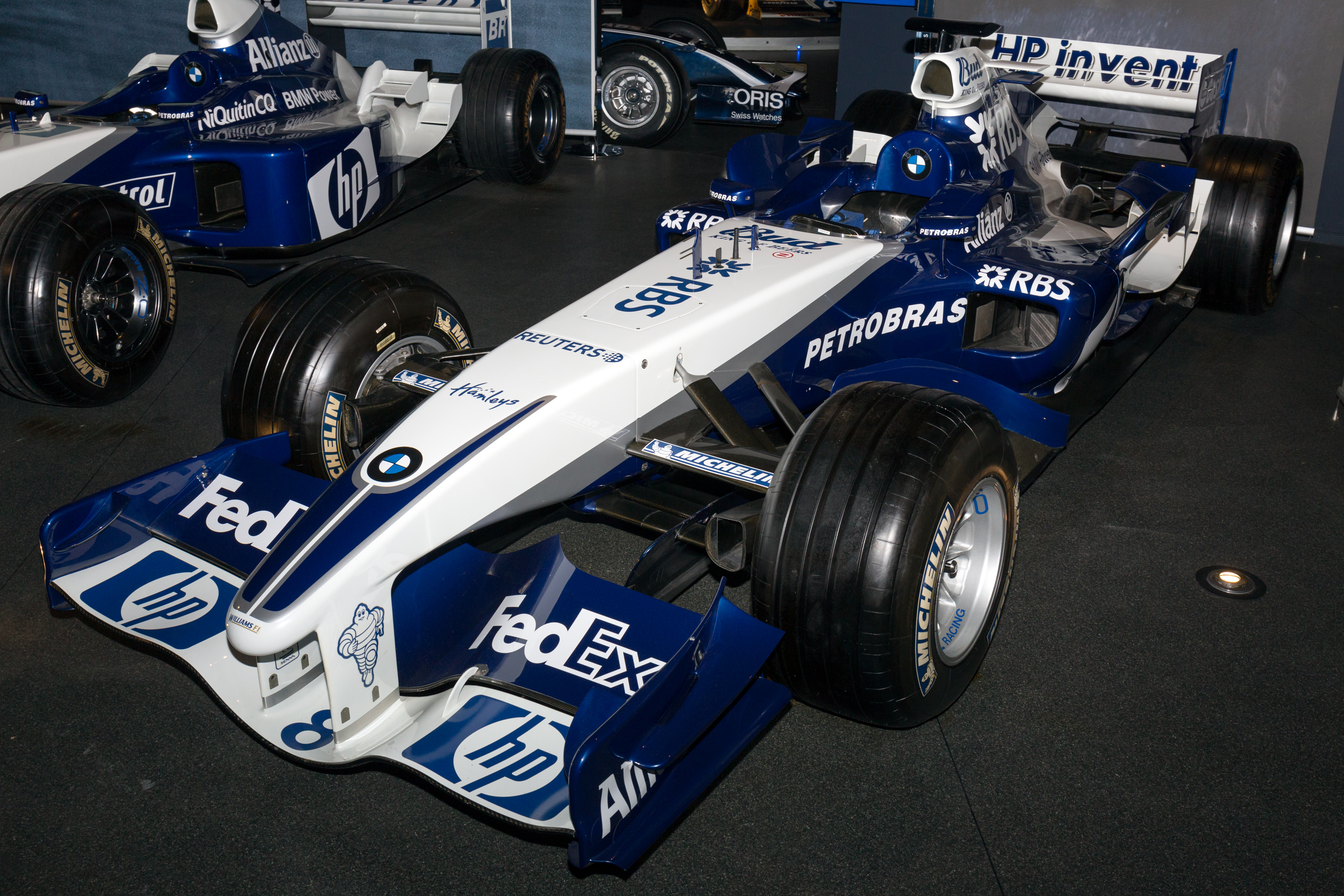
Williams FW27 progetta da Michael

Samuel David Michael (29 aprile 1971) è un ingegnere, dirigente sportivo e progettista australiano, che ha lavorato nelle scuderie britanniche di Formula 1 Williams e McLaren. Attualmente è impiegato dal team Supercar Triple Eight Race Engineering.

## Biografia
Nato nell'Australia occidentale e cresciuto a Canberra, dopo una breve esperienza di lavoro nei rally sulla Toyota Celica GT-Four, Michael ha studiato ingegneria meccanica presso l'Università del New South Wales.

### Formula 1
La sua prima esperienza in Formula 1 è stata alla Lotus in Regno Unito nel 1993. Dopo la bancarotta del Team Lotus nel 1994, Gary Anderson capo progettista del Jordan Grand Prix, ha assunto Michael per fondare la divisione ricerca e sviluppo del team. Michael ha trascorso due anni lavorando nella fabbrica Jordan.
Nel 1997 si è trasferito alla divisione di test della scuderia Jordan. Nel 1998 è stato promosso ingegnere di pista, svolgendo tale ruolo per Ralf Schumacher. Quando il pilota tedesco è passato alla Williams nel 1999, è diventato ingegnere di pista di Harald Frentzen con il quale ha ottenuto due vittorie al Gran Premio di Francia al Circuit de Nevers Magny-Cours e poi al Gran Premio d'Italia a Monza.
Nel 2001 si è trasferito alla Williams ha occupando il ruolo di Senior Operations Engineer. Nel maggio 2004 è stato promosso direttore tecnico della Williams.
Alla fine del 2011 è passato alla McLaren ricorrendone il ruolo di direttore sportivo. Ad inizio 2014 ha annunciato le proprie dimissioni dalla McLaren, facendo ritorno in Australia.